# Eugenijus Jovaiša
Eugenijus Jovaiša (ur. 24 kwietnia 1950 w Kłajpedzie) – litewski historyk, archeolog i nauczyciel akademicki związany z Wileńskim Uniwersytetem Pedagogicznym, profesor, członek zwyczajny Litewskiej Akademii Nauk, poseł na Sejm Republiki Litewskiej.

## Życiorys
W 1973 ukończył historię (ze specjalnością archeologia) na Uniwersytecie Wileńskim, doktoryzował się na Ukrainie w 1988 w zakresie nauk humanistycznych. W latach 1972–1977 pracował przy projektach archeologicznych nadzorowanych przez ministerstwo kultury Litewskiej SRR. Od 1977 zawodowo związany z Wileńskim Instytutem Pedagogicznym, przekształconym później w Wileński Uniwersytet Pedagogiczny. W 1991 objął stanowisko docenta, a w 2008 został profesorem. Pełnił funkcję prodziekana (1988–1989) i dziekana (1989–1991) wydziału historii oraz prorektora (1991–1993), zaś w 1993 wykonywał obowiązki rektora. Od 1991 do 2007 kierował katedrą prehistorii Bałtów. W 2007 ponownie został dziekanem wydziału historii. Od 2009 członek Litewskiej Akademii Nauk, od 2011 członek zwyczajny tej instytucji. W 2016 został przewodniczącym jej wydziału nauk humanistycznych i społecznych.
W 2016 przyjął propozycję kandydowania do Sejmu z ramienia Litewskiego Związku Rolników i Zielonych, uzyskując mandat poselski. W 2020 z powodzeniem ubiegał się o reelekcję.

## Odznaczenia
Odznaczony m.in. Krzyżem Oficerskim Orderu Wielkiego Księcia Giedymina (2003).